# Army of Me (banda)
Army of Me (anteriormente llamada Cactus Patch) es una banda de indie rock formada en 2002 en Washington D. C.

## Historia
Formado oficialmente en 2002, La banda fue fundada originalmente por el nombre de "Cactus Patch" por el cantante Vince Scheuerman y el bajista John Hutchins Cambiaron su nombre poco después a Army of Me crecieron juntos en una secta religiosa con sede en Gaithersburg, Maryland. A medida que se sintió frustrado por tratar de vivir y actuar en la cultura dominante, se encontraron con la música como su salida. Comenzaron a tocar en varias bandas juntos cuando ambos tenían diecisiete años. Se reunieron con el baterista Dennis Manuel, Brad Tursi y los demás miembros restantes para completar al grupo. Ganaron el concurso WHFS oportunidad que les dio ir al festival HFStival en el año 2001. 
En el 2010 la banda se tomó un descanso tras su separación (hiatus). Pero en el 2013 regreso de nuevo la banda tras su separación (hiatus) desde 2010, así sacando su tercer álbum de estudio titulado "Search for You". a pesar de su regreso, el único integrante que quedó fue el vocalista Vince Scheuerman.

## Integrantes

### Formación actual
- Vince Scheuerman - vocal, guitarra, piano

### Exintegrantes
- Dennis Manuel - vocal de apoyo, batería
- Conrado Bokoles
- Brad Tursi - guitarra
- Joel Shaw
- John Hutchins - bajo

## Discografía

### Álbumes de estudio
- 2001: "Army of Me"
- 2007: "Citizen"
- 2014: "Search for You"

### EP
- 2004: "Fake Ugly"
- 2006: "Rise"
- 2009: "Make Yourself Naked"
- 2010: "Demos"
- 2013: "White Flag Files"

### Compilaciones
- 2008: "Music from Degrassi: The Next Generation"

### Sencillos
- "Going Through Changes"